# Умлауф, Михаэль
Михаэ́ль У́млауф (нем. Michael Umlauf; 9 августа 1781, Вена, Австрия — 20 июня 1842, Баден, Австрия) — австрийский скрипач, дирижёр и композитор. Сын Игнаца Умлауфа.

## Биография
Как и отец, работал придворным музыкантом, был капельмейстером в придворных оперных театрах. О мастерстве дирижёрского искусства Умлауфа высоко отзывался Л. ван Бетховен, неоднократно доверявший исполнять свои сочинения («Фиделио», «Торжественная месса», 9-я симфония). Во время прогрессировавшей глухоты композитора именно Умлауф корректировал игру оркестра, руководимого Бетховеном. Писал зингшпили, балеты, духовную музыку, камерно-инструментальные и фортепианные сочинения.

## Сочинения
- 1806 — Праздник любви и радости / Das Fest der Freude und der Liebe (Айзенштадт)
- 1812 — Гренадер / Der Grenadier (Вена)